# Elecciones generales de la República Dominicana de 1970
Las elecciones generales se celebraron en la República Dominicana el 16 de mayo de 1970. El principal partido de oposición, el Partido Revolucionario Dominicano, no impugnó las elecciones, dejando solo al oficialista Partido Reformista y algunos partidos de derecha y centroderecha. El titular Joaquín Balaguer ganó las elecciones presidenciales, mientras que su Partido Reformista ganó las elecciones legislativas del Congreso. La participación electoral fue del 63.5%.